# Joseph Francis Duggan
Joseph Francis Duggan (Dublín, 1817 - Londres, 1900) fou un compositor britànic.
Residí molts anys als Estats Units i posteriorment a París, Edimburg i Londres. En aquesta última ciutat fou director d'orquestra del teatre Marylebone i professor de cant de l'Escola de Música del Guildhall.
Fou notable compositor d'òperes, havent escrit també dues simfonies, sis quartets per a instruments d'arc i diversos quaderns de cançons i exercicis de cant.